# انسداد القناة القذفية

## انسداد القناة القذفية
انسداد القناة القذفية (EDO) انسداد القناة القذفية (EDO) هو حالة مرضية تتميز بانسداد أحد أو كلا القناتين القذفية. وبالتالي، فإن تدفق السائل المنوي (معظم مكوناته) غير ممكن . يمكن أن يكون خلقي أو مكتسب. وهو سبب عقم الذكور و / أو ألم الحوض. لا يجب الخلط بين انسداد القناة القذفية وانسداد الأسهر.